# Babai (patriarca)
Babai (Seleucia, ... – ca. 502/503) è stato un vescovo cristiano orientale assiro, metropolita di Seleucia-Ctesifonte e patriarca della Chiesa d'Oriente tra il 497 e il 502/3.
Non si conosce nulla della vita di Babai prima della sua elezione patriarcale. Nativo di Seleucia, figlio di Hormidz, era sposato con figli quando divenne patriarca della Chiesa d'Oriente, probabilmente nel mese di ottobre del 497.
Nel mese di novembre dello stesso anno convocò nella capitale persiana un concilio della Chiesa d'Oriente, alla presenza di 39 vescovi, dove furono annullati gli anatemi reciproci tra i sostenitori di Barsauma e quelli di Acacio, entrambi già deceduti, e dove furono confermati gli orientamenti teologici della Chiesa d'Oriente, codificati da Barsauma nel concilio del 484.
Babai morì dopo cinque anni di governo, alla fine del 502 o agli inizi del 503. Gli succedette Mar Shila, che, in qualità di prete e arcidiacono patriarcale, aveva sottoscritto gli atti del concilio del 497 al posto dell'anziano patriarca Babai.